# 히피
히피(영어: hippie 또는 hippy)는 1960년대 미국 샌프란시스코, LA 등지 청년층에서부터 시작된, 기성의 사회 통념, 제도, 가치관을 부정하고 인간성의 회복, 자연으로의 귀의 등을 주장하며 탈사회적으로 행동하는 사람들을 가리키는 말이다. 어원으로는 happy(행복한), hipped(한, 화가 단단히 난), hip(재즈용어로 가락을 맞추다), hip(허벅지), "hip, hip"(갈채를 보낼 때의 소리) 등에서 나왔다는 설이 있다.

## 히피의 발생계기
미국의 1960년대 상황을 살펴보면, 베트남 전쟁 발발과, 존 F. 케네디의 암살, 맬컴 엑스 암살, 마틴 루터 킹 암살, 로스앤젤레스 흑인 폭동 등의 사건들이 일어났는데 이때 미국의 풍경은 사회에 대한 분노와 절망감을 불러일으키기에 충분했으며, 이에 미국의 청년층은 현 상황에 대해 부정할 수밖에 없었다. 일반적으로 평화를 사랑하고 자연으로의 회귀를 외쳤고, 도덕과 이성보다는 자유로운 감성을 중시하고, 즐거움을 추구했다.
히피는 '좌파운동', '미국 시민권 운동'과 더불어 1960년대 미국의 대표적인 반문화 운동으로 1960년대 후반부터 미국을 중심으로 일어났다. 이들은 긴 머리에 맨발이나 샌들을 신고 다녔으며, 다양한 색깔의 천으로 옷을 만들어 입었다. 또 마리화나나 LSD, 그 밖의 약물을 사용하여 자신들의 상징이나 사상을 구체화시켰다. 특히 유명한 록 그룹 비틀즈는 노래로써 히피 운동의 확산을 도왔다. 특히나 1969년에 있었던 우드스탁 페스티벌은 1960년대 청년 문화의 상징적인 사건으로 평가받고 있다.

## 히피문화의 특징
초기 히피문화는 틀에 박힌 가치가 아니라 자기 자신의 가치와 의미에 따라 개성의 표현을 추구하고, 기성사회의 성적 억압과 관습적 도덕을 해체함으로써 개방적인 성의 표현을 통해 친밀성과 이를 통한 새로운 공동체의 건설을 성취하려고 했다. 흔히 일어나는 반전운동이나 민권운동과는 달리 히피문화는 기존질서 체제를 정면으로 거부하기보다는 기성사회의 새로운 가치질서를 만들고자 하였다. 특히 히피는 모두 외관상의 공통점을 지니고 있었는데, 그 중 하나는 이들 대부분은 백인이었다는 사실이다. 이들 백인은 와스프라 하는 미국의 지배 집단에 해당되는 앵글로색슨계 백인 신교도 가정의 출신들인데, 이 유복한 가정에서 태어나 안락한 삶을 살아가던 청년들이 기성세대의 자식들, 사회적 주류층이면서 동시에 중산층의 자녀들이 그들의 부모에 대항하여, 새로운 문화를 구축하려 했다는 사실만으로도 히피는 재조명 받아야 할 이유가 충분했다.
사실상 히피가 무엇인가에 대한 답은 명료하지 않으나 변질된 기독교 신비, 베다의 가르침, 혁명적 경향, 팝 사이컬러지, 향락주의, 아메리카 인디언의 광적 신앙, 개인주의 독립심 개척정신 같은 미국의 장점 등이 괴상하게 혼합되어 있고 마약 그룹, 누드 그룹, 채식 주의자, 공동체, 변형된 예수교와 Krishna의 신봉자 등의 각기 다른 그룹과 보수파, 급진파, 자유파, 복음 전도자 그룹 등을 히피의 범위로 정할 수 있다.
일반적으로 모문화의 가치가 사회를 중요시하는데 비해 히피들은 자신, 자아를 중요시한다. 이성적 사고 보다는 감정이입에 가치를 두고 객관적으로 접근하기 보다는 개인적으로 접근하려는 태도를 갖고 있다. 히피의 가치관을 구분한 Stuart Hall은 히피의 사상을 가난(POVERTY), 인디언 주제(INDIAN THEME), 신비(MYSTICISM), 전원/아르카디안(PASTRAL / ARCADIAN), 공동체(TOGETHERNESS), 사랑(LOVE), 존재하는 현재(THE EXISTENTIAL NOW), 플라워 파워(FLOWER POWER), 자각에 이르는 문(DOORS OF PERCEPTION), 개인주의(INDIVIDUALISM)으로 요약하였다.

## 히피문화의 상징
히피문화의 상징은 꽃으로 되어있는데, 이는 폭력과 억압에 저항하고, 부드럽고 비폭력적인 자연에 대한 사랑으로 모든 것은 대치한다는 의미가 내포되어 있다.
특히 샌프란시스코의 꽃은 '꽃의 아이들(flower children)'로 불리는 히피(hippie)에서 비롯한다... 샌프란시스코는 1966년 자유와 사랑을 찾고, 비둘기의 힘과 꽃의 힘(평화)을 믿는 히피운동이 시작된 곳이다... 진보적인 예술가와 지식인, 게이 등 성적 소수자, 차이나타운의 중국인을 비롯한 다양한 인종 등이 이곳에서 자유를 구가했고, 지금도 그 역사는 면면이 이어지고 있다.
또한 가죽과 직접 만들어 입는 옷 등을 착용하여 자연과 하나된다는 느낌을 가지고 있다.
이들의 파격적인 외관은 흔히 히피라는 용어의 대명사가 되었는데, 남자의 경우 장발과 멋대로 기른 수염에다 커다란 펜던트를 착용하는 것이 관례이고, 여자들은 미니스커트에 샌들을 착용하는 것이 일반적인데, 이러한 모습은 생활양식에 배어 있는 보수적인 가치를 적대시하는 이들의 태도에서 자연스럽게 생긴 것이다. 뿐만 아니라 이른바 '히피 빌리지'를 조성하여 자신들끼리의 공동체생활을 하고 있다.
또한 열정과 히피의 문화로는 사이키델릭 음악을 예로 들수 있는데, 이는 전율이나 환각상태를 느끼게 하고 유도하는 음악으로 알려져있다. 이것의 가장 중요한 특징으로 사이키델릭은 어떤 기분 장르처럼 뚜렷한 구분점들 보다는 히피문화의 특성 그대로 자유분방한 형식을 추가한다. 사이키델릭 밴드들이 가장 많이 모이고 히피문화의 중심지는 샌프란시스코였다. 1960년대 후반부터 1970년대 초반까지 샌프란시스코는 사이키델릭의 천국이라고 해도 과언이 아니다. 좁은의미로는 샌프란시스코 락을 사이키델릭 락이라고 하기도 한다. 또한 히피문화의 대표적인 상징으로는 우드스탁을 예로 들수 있는데, 이것은 현재까지 지속되고 있는 락 페스티발의 시초였으며, 그 시대를 대표하는 모든 뮤지션들의 대거 출연과 40만명이 넘은 관객들로 당시 락 음악에 대한 젊은이들의 열광적인 모습을 보여주었던 사건이었다. 하지만 당시 젊은 세대들이 가지고 있던 물질주의적이고 실리주의적인 기존체계에 대한 저항의식은 이 페스티발 기간 동안 마리화나와 혼숙 등의 문제로 사회적으로 물의를 일으키기도 하였다. 2박 3일 동안 진행되었던 공연에서는 당시 락음악을 이끌던 짐 모리슨, 지미 헨드릭스, 재니스 조플린, 산타나, 핑크 플로이드 등의 스타들이 대거 등장하였다. 8월 15일부터 17일까지 3일 동안 지속된 이 페스티발은 록뮤직 역사에서 하나의 전설이자 60년대 젊은이들의 저항의식의 표현이었다.

## 국내외 참고 자료
- 이영재 [세계사의 9가지의 오해와 편견] 웅진닷컴 1998
- 김덕호, 김연진 [현대 미국의 사회운동] 비봉출판사 2001
- 크리스 하먼 [세계를 뒤흔든 1968] 책갈피 2004

## 관련 사이트
- What Did The Hippies Want? by Alicia Bay Laurel, November 19, 2001.
- Excerpt from “Pot, Skinny-Dipping, and Freedom Rock: Woodstock and the Year of the Outdoor Music Festival (P.2)” by Rob Kirkpatrick

## 같이 보기
- 반세계화 운동
- 세대 차이
- 1960년대 반문화
- X세대
- 예수 운동
- 모드 (문화)
- 라스타파리 운동
- 단순한 삶